# 鄭節 (天順進士)
鄭節（1430年—？），字從儉，江西廣信府貴溪縣人，明朝政治人物。進士出身。

## 生平
天順三年（1459年）舉己卯科江西鄉試第五十三名。天順八年（1464年）甲申科會試第二百十六名，殿試登進士第三甲第一百六十四名。授南京御史。

## 家族
曾祖父鄭伯銘。祖父鄭季顯。父亲鄭祺，曾任通判。